# 神谷幸恵
神谷 幸恵（かみや ゆきえ、1974年1月21日 - ）は、静岡県内で活動するラジオパーソナリティ、フリーアナウンサー。

## 人物・来歴
- 静岡県袋井市出身。血液型はB型。
- 1996年名古屋女子大学卒業後、静岡エフエム放送（K-MIX）に入社。2006年に退社後も2009年3月まで同局の専属パーソナリティとして出演。
- 2009年からテレビ出演も始める。近年では話し方教室の講師を務めるなど活動の幅を広げている。
- 中日ドラゴンズの大ファンである。
- 水晶院開運ナビゲーター。

## 現在の出演番組
2013年4月現在。
- 神谷幸恵の独立宣言[1][2]（K-mix、金曜21:30-22:00[3]、ポッドキャスト配信番組[4]）
- とびっきり!しずおか - リポーター（静岡朝日テレビ、2009年3月 - ）
- 情報ザウルス - リポーター（静岡朝日テレビ）

## 過去の出演番組
- MAGICAL BEAT（K-MIX）
- K-MIX Brand-new Junction - 木曜担当（K-MIX、2003年4月-2004年3月）
- SHIZUOKA TOP40（K-MIX、2003年4月-2006年3月）
- 神金♥玉簾[5][6]（K-MIX、2004年4月-2006年3月31日）
- うご★ラジ（K-MIX、2006年4月-2009年3月）
- まめサタ - コメンテーター（テレビ静岡、2011年5月 - ）

## CM出演
- スズキビジネス
- 丸六蒲鉾
- 大成住宅